# 食料科学科
食料科学科（しょくりょうかがくか）は、日本の主に農業高等学校に設置されている教育科・学科。農業と食料学について学ぶことができる。

## おもな設置校
- 新潟県立新発田農業高等学校

## その他
- 長崎県立大村城南高等学校には、全日制課程の総合学科に食料科学系列が設置されている。

## 食料のつく学科
大学の学科名称では、農学部等で食料の名称が付く学科がいくつかある。農産物を食料と認識して教育研究がなされている。
弘前大学農学生命科学部は食料資源学科など5学科に改組
山形大学農学部は、食料生命環境学科の1学科に
茨城大学農学部は、2017年度から、食生命科学科などに再編。
新潟食料農業大学は食料産業学部に 食料産業学科がある。
信州大学農学部は2015年4月1日それまでの食料生産科学科を改組。別名称の学科に。
神戸大学農学部には食料環境システム学科 がある。
愛媛大学農学部 は、2016年入学生から 食料生産学科に。
鹿児島大学農学部は、2016年度から、旧3学科を新たに改組、食料生命科学科他に。
農業経済学科のうち、
千葉大学園芸学部は食料資源経済学科、
京都大学農学部は、食料・環境経済学科としている。